# Kara Linea
La Kara Linea è una struttura geologica della superficie di Venere.